# パヴェウ・ヴウォトコヴィツ

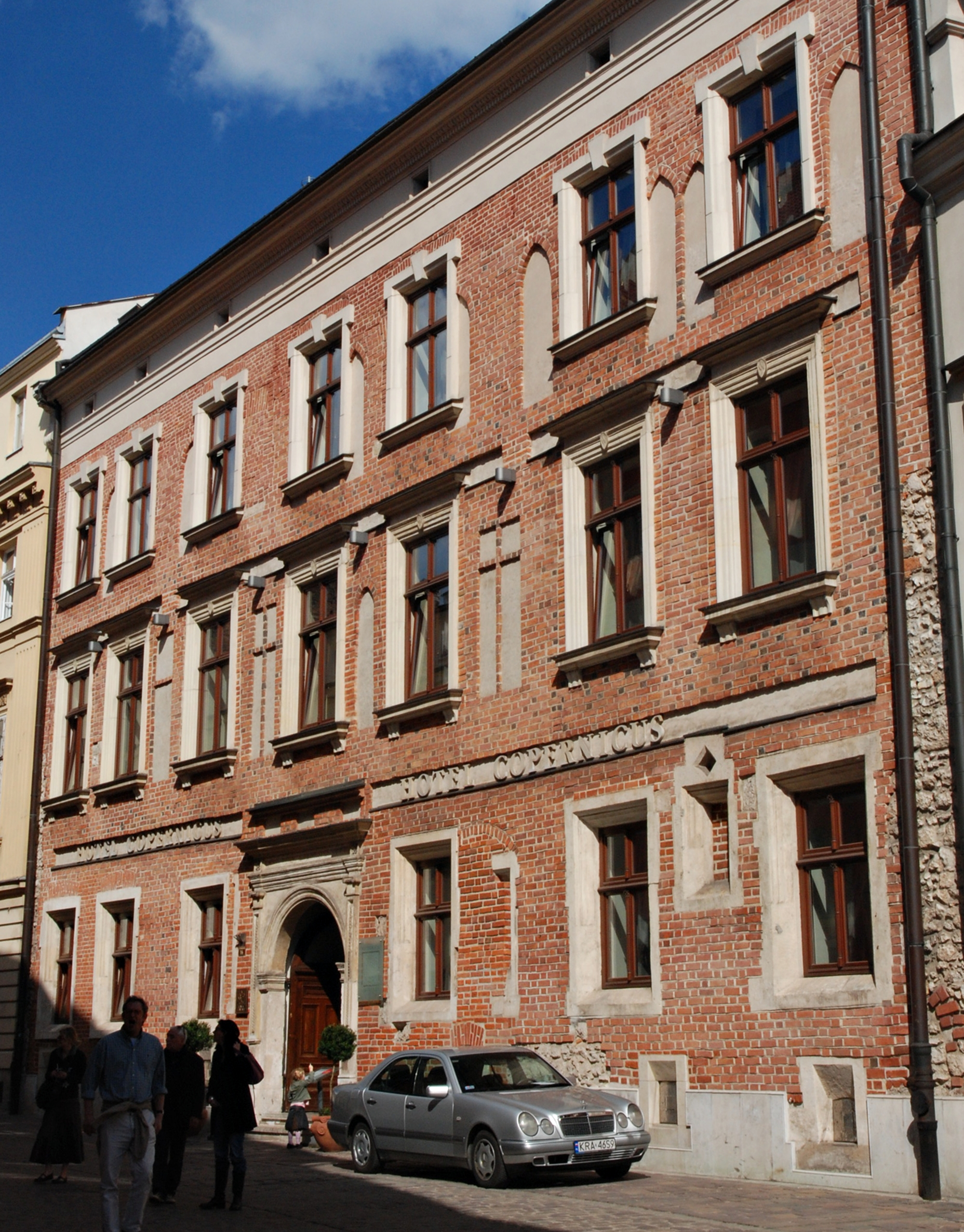
パヴェウがクラクフのカノン通り（ul. Kanonicza）に建てて住んだ家
現在はホテル・コペルニクス（Hotel Kopernicus）となっている。
パヴェウよりも1世紀以上後になるが、ヴァルミア地方の司祭となったコペルニクスもクラクフへ出張の折にはこの家を定宿としていた。

パヴェウ・ヴウォトコヴィツ（ポーランド語: Paweł Włodkowic、1370年頃 – 1435年）は、15世紀ポーランドにおける、カトリック教会の教会法学者。クラクフ大学の学長も務めた。ラテン語名では、パウルス・ウラディミリ（Paulus Vladimiri）と呼ばれる。「ヴウォトコヴィツ」は姓ではなく父称（父の名はヴウォジミェシュで、ヴウォトコヴィツは「ヴウォジミェシュの倅」の意味）。

## 生涯
現在のクヤヴィ＝ポモージェ県ドブジン・ナド・ヴィスウォン近郊の村ブルゼン（Brudzeń）に生まれる。
1410年にポーランド王国がリトアニア大公国と連合してグルンヴァルトの戦いでドイツ騎士団を討った際に、ポーランド・リトアニア連合軍内に異教徒や（カトリックから見て異端の）正教徒が存在したことが、1414年から開催されたコンスタンツ公会議でドイツ騎士団側から問題として提起され、さらにドイツ騎士団側はリトアニア大公国が本来の信仰でなく政治的理由でキリスト教に改宗したものであり、彼らの改宗は無効であるからリトアニアは不信心者の集団であるとし、したがってポーランド王国が北方十字軍を展開していたドイツ騎士団を討ったのは邪悪な行為であり、神の御名と栄光と慈悲のもとにポーランド人どもを殺戮しこの地上から完全に絶滅させるべきであると主張した。
これに対してパヴェウはポーランドの使節としてコンスタンツ公会議に出席、異教徒にもその個人や彼らの国家の存在が保障される基本的な権利があると公会議で主張し、この一般論によってポーランド王国の行為の正当性を主張した。当時の西ヨーロッパにおいて、近代国際法・国際人権思想の先駆と評価されうる。また一方で公会議主義を唱え、それまでの教皇や一部の教会官僚の裁量決定権に対し、より民主的な、公会議の至上決定権を唱えた。
教皇はドイツ騎士団に対し、以後ポーランド王国に一切の危害を及ぼす事を厳しく禁止した。一方、コンスタンツ公会議ではこの異教徒の基本的権利に関する論争に対しては明確な判定は下されず、曖昧なまま公会議も論争も終結した。
1424年に引退し、現在のヴィエルコポルスカ県の街クウォダヴァの聖アエギディウス教会で一教区司祭として過ごした。そこで1435年に帰天（他界）。

### 略歴年表
- [3]1370年から1373年の間 - 北部ポーランド、マゾフシェ地方・ドブジィン地区、ブルゼニに生まれる（生年は推定）。ドヴェガ出身の貴族の出。
- 1389年 - 現地の学校で教育を受けた後に進学したプラハ大学で、学芸学士の学位を得る。
- 1393年 - 学芸修士の学位を得る。同年、法学部に移る。
- 1396年 - 法学士となる。この頃、一説にはヤン・フスと交友関係にあったとされるが、疑問符もつけられている。
- 自由学芸部に戻り、ポーランドにいったん帰国する。その後、イタリアに向う。
- 1404年前後 - パドヴァ大学で教会法を学び、フランシス・ザバレラに多大な影響を受ける。
- 1410年の後半 - 教会法の教授免許取得者としてポーランドに帰国。クラクフ大学で教会法を教え始める。この際、ヨハネス23世は法学博士の学位を用いる事をヴウォトコヴィツに許可した。彼がパドヴァで教授免許を取得しながら法学博士の学位を取得できなかったのは、学費を捻出出来なかったからと伝えられる。彼の実家は、ドイツ騎士修道会の攻撃によって財力を失っていた。
- 1411年 - クラクフ教会の司教座聖堂参事会員となる。
- 1414年11月 - コンスタンツ公会議におけるポーランド・リトアニア使節団のメンバーに任命される。
- 1415年 - クラクフ大学の学長に選出される。
- 1424年 - 公職を引退。クオダヴァ（Kłodawa）に住む。
- 1435年 - 帰天

## 政治哲学
コンスタンツ公会議に提出したパヴェウの論文『 Tractatus de potestate papae et imperatoris respectu infidelium 』の要旨は以下の通り：
- それぞれの共同体はどの国家に属するべきか自ら決定する権利を有する
- 人々は自らの未来を決定し、国家を防衛する権利を有する
- 支配者は、個人の宗教的信念を尊重し、被支配者がその信条により自然権を否定されることがないようにする義務を負う
- 暴力や威圧を利用したキリスト教への改宗は無効であり、罪深くかつ恥ずべきことである
- 戦争の口実にキリスト教への改宗を用いてはならない
- 平和維持に関する論争は国際法廷が判断を下し、どの支配者も、たとえ皇帝や教皇であっても、この手続きを踏まずして戦争を行う事は許されない
- 戦争の合法性に関する原則は、戦う相手がキリスト教徒であろうとなかろうと、全ての国家と人民に適用され強制される
- 非キリスト教徒や非ローマ・カトリック教徒の国家は、それらが隣国と平和に共存している限り主権と領土防衛の権利を有する
- ポーランド王国はキリスト教の守護者として行動する際にのみ皇帝に束縛される
- 暴力の論理はあたかも癌のように国際関係を蝕むものである
- ローマ・カトリックの国家が自衛権を行使する際、非キリスト教徒や非カトリック教徒を自らの軍勢のうちに持つ権利がある

これは国際法と基本的人権の最も初期の提唱であるが、250年以上のちのジョン・ロックと共通する法理念が見られる。一橋大学学長の山内進は、その1995年の論文において、パヴェウ・ヴウォトコヴィツをもって「国際人権思想の最初の忘れえぬ先駆者にほかならない」としている。